# Partiti politici in Romania
Di seguito una lista di partiti politici in Romania.

## Quadro generale

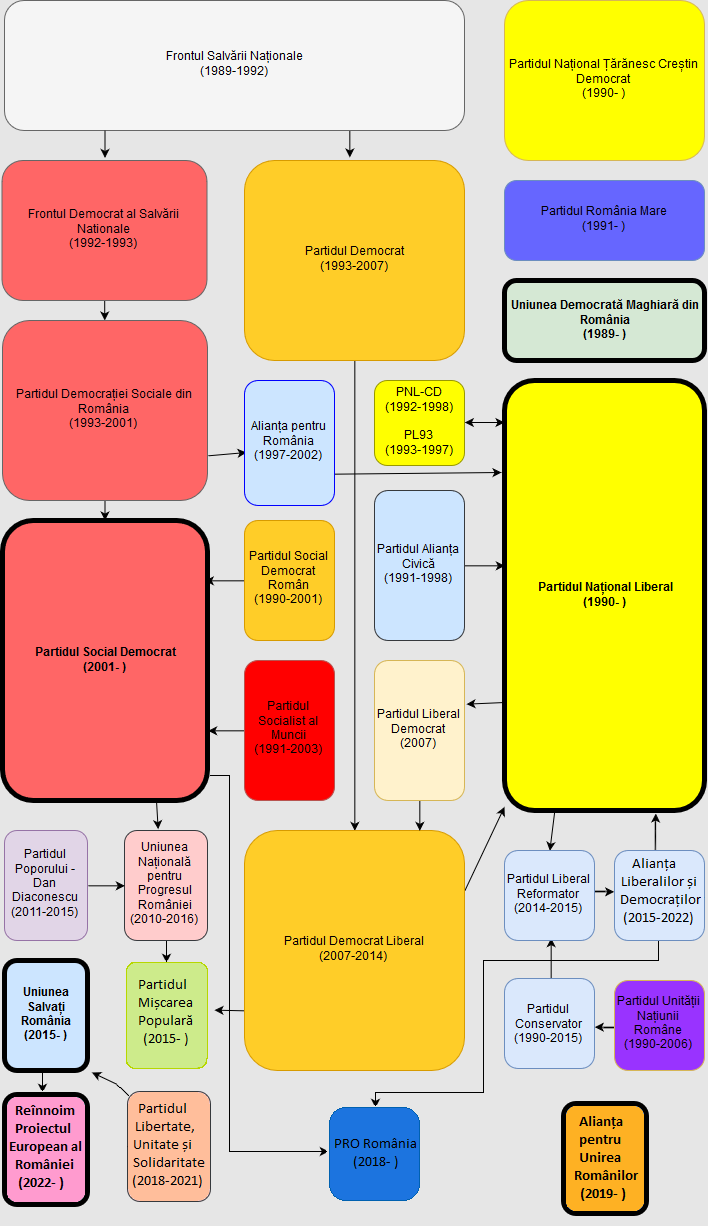
Diagramma raffigurante l'evoluzione dei maggiori partiti politici in Romania a partire dal 1989. In grassetto i partiti con rappresentanza parlamentare nel corso della legislatura 2016-2020.

La Romania ha un sistema multipartitico con numerosi partiti politici, elemento che complica il raggiungimento di una maggioranza parlamentare, che spesso richiede la formazione di governi di coalizione.
Mentre prima del 1989 il panorama politico era caratterizzato dalla presenza dell'unico partito di stato, il Partito Comunista Rumeno (PCR), l'attuale sistema si è configurato in seguito alla rivoluzione romena del 1989 e con l'adozione della costituzione del 1991.
L'art.40 della costituzione prevede che tutti i cittadini possano associarsi in partiti politici, a patto che questi non mettano in pericolo il pluralismo politico, i principi dello stato di diritto, la sovranità, l'integrità o l'indipendenza del paese. È fatto divieto di far parte di partiti ai giudici della Corte costituzionale della Romania, agli avvocati del popolo, ai magistrati, ai membri in servizio dell'esercito, della polizia e ad altri funzionari pubblici, così come stabilito dalla legge ordinaria. La legge 14/2003 prevedeva che per l'istituzione di un partito politico fossero necessarie le firme di 25 000 membri residenti in almeno 18 distretti più la capitale. Questa, dichiarata anticostituzionale nel 2015, fu sottoposta a revisione da parte del parlamento, che ridusse il numero di firme a quelle di soli tre membri fondatori.
In seguito alla rivoluzione che mise fine al regime comunista di Nicolae Ceaușescu, il governo provvisorio consentì la formazione di nuovi partiti tramite la legge nr. 8 del 31 dicembre 1989 sul funzionamento dei partiti e delle organizzazioni politiche. Questa prevedeva la necessità della registrazione delle firme di 251 aderenti per la fondazione di un partito politico. I mesi successivi furono caratterizzati dal proliferare di numerose formazioni intenzionate a concorrere alle prime libere elezioni del maggio 1990. Mentre alla tornata elettorale presentarono proprie liste ben 73 partiti, entrarono in parlamento 16 forze politiche diverse, più i 12 rappresentanti delle minoranze etniche. Il trend proseguì negli anni a seguire: al 1º ottobre 1994 risultavano iscritti al Registro dei Partiti Politici del Tribunale di Bucarest ben 161 partiti, numero superiore all'offerta politica teoricamente proponibile all'elettorato.
Nel corso degli anni novanta l'introduzione di leggi elettorali con più severe soglie di sbarramento (3% nel 1992, 5% nel 2000) comportò la graduale diminuzione del numero di partiti in parlamento, parallelamente al consolidamento di un sistema basato su divisioni ideologiche sull'asse destra-sinistra, che superò il paradigma del partito unico tipico dell'epoca comunista. I maggiori partiti si raggrupparono intorno a tre grandi famiglie ideologiche principali:
- La socialdemocrazia - rappresentata principalmente dal Fronte di Salvezza Nazionale (FSN) e dalle sue evoluzioni, nello specifico la prima fase del Partito Democratico (PD), il Fronte Democratico di Salvezza Nazionale (FDSN), il Partito della Democrazia Sociale di Romania (PDSR) e il Partito Social Democratico (PSD).
- Il liberalismo - rappresentato principalmente dal Partito Nazionale Liberale (PNL) e dalle sue correnti scissioniste.
- Il conservatorismo - rappresentato principalmente dal Partito Nazionale Contadino Cristiano Democratico (PNȚCD), dalla fase conservatrice del PD (poi Partito Democratico Liberale, PDL) e dal Partito Umanista Romeno (PUR, poi Partito Conservatore, PC).

Malgrado l'emergere del Partito Grande Romania (PRM) negli anni 2000, quando questo divenne il maggior partito di opposizione, l'estrema destra non ebbe in generale un peso rilevante nella politica romena. Mentre i partiti su base etnica radicale ebbero un discreto successo nelle prime fasi di transizione alla democrazia, il cui esempio lampante fu quello dello scontro tra i partiti nazionalisti romeni (PRM e Partito dell'Unità della Nazione Romena) e quelli a favore della tutela della minoranza ungherese (rappresentata principalmente dall'Unione Democratica Magiara di Romania), il fattore etnico ebbe sempre meno importanza e il rischio dell'esplosione di un conflitto di ampia portata diminuì nel corso degli anni. L'Unione Democratica Magiara di Romania (UDMR), infatti, partecipò a diversi governi insieme a partiti tanto di centro-destra, quanto di centro-sinistra. La sovrapposizione di diverse crisi politiche e sociali (tra le quali la Pandemia di COVID-19, la crisi energetica e l'invasione russa dell'Ucraina del 2022) fu fonte di una nuova crescita dei partiti sovranisti ed euroscettici, che si realizzò in corrispondenza delle elezioni del 2024, quando Alleanza per l'Unione dei Romeni, S.O.S. Romania e Partidul Oamenilor Tineri elessero rappresentanti in parlamento.
Nonostante il consolidamento del sistema democratico, favorito dall'ingresso del paese nell'Unione europea del 2007, corruzione, trasformismo e il costante passaggio di parlamentari ad altri partiti politici sulla base di interessi personali (traseism politic), tuttavia, rappresentavano delle questioni che negli anni condussero ad uno scarso livello di fiducia dell'elettorato nei confronti dei partiti politici (secondo un sondaggio di INSCOP era al 14% nel 2014). Per contrastare tale percezione, a partire dagli anni 2010 i maggiori partiti di centro-sinistra (Partito Social Democratico) e centro-destra (Partito Nazionale Liberale) intrapresero una serie di misure interne volte a rafforzare i criteri di integrità e i principi di condotta morale dei propri membri. Dichiarazioni programmatiche mai applicate e l'incapacità del sistema a far fronte a tali problemi, tuttavia, comportarono l'apparizione di nuovi partiti senza un orientamento ideologico definito, ma che facevano della lotta alla corruzione il punto principale del proprio programma, come il Partito del Popolo - Dan Diaconescu (PP-DD) e l'Unione Salvate la Romania (USR).

## Partiti attuali

### Partiti principali
Nella tabella di seguito vengono esaminati i partiti principali con rappresentanza parlamentare nella legislatura 2024-2028 della Romania e nella X legislatura del Parlamento europeo. Sono riportati i numeri dei seggi nella Camera dei deputati (CD), nel Senato (Sen) e nel Parlamento europeo (UE).
|  | Partito Social Democratico Partidul Social Democrat                                                                        | PSD        | 2001 | Marcel Ciolacu               | 86 | 36 | 11 | Centro-sinistra | Socialdemocrazia, Pragmatismo, Socialismo liberale, Nazionalismo di sinistra, Conservatorismo sociale                                  | PSE Int. Socialista        |
|  | Alleanza per l'Unione dei Romeni Alianța pentru Unirea Românilor                                                           | AUR        | 2019 | George Simion                | 63 | 28 | 5  | Estrema destra  | Nazionalismo, Populismo di destra, Conservatorismo sociale, Unionismo, Destra cristiana, Protezionismo, Euroscetticismo, Anticomunismo | ECR                        |
|  | Partito Nazionale Liberale Partidul Național Liberal                                                                       | PNL        | 1990 | Cătălin Predoiu (ad interim) | 49 | 22 | 8  | Centro-destra   | Liberalismo nazionale, Liberalismo conservatore                                                                                        | PPE Int. Liberale          |
|  | Unione Salvate la Romania Uniunea Salvați România                                                                          | USR        | 2015 | Elena Lasconi                | 40 | 19 | 2  | Centro-destra   | Partito pigliatutto, Anticorruzione, Europeismo, Progressismo, Liberalismo                                                             | ALDE                       |
|  | S.O.S. Romania S.O.S. România                                                                                              | SOS        | 2021 | Diana Șoșoacă                | 28 | 12 | 2  | Estrema destra  | Nazionalismo, Irredentismo, Populismo di destra, Conservatorismo sociale, Euroscetticismo, Neo-Legionarismo                            |                            |
|  | Partidul Oamenilor Tineri                                                                                                  | POT        | 2023 | Anamaria Gavrilă             | 24 | 7  | 0  | Estrema destra  | Nazionalismo, Populismo di destra, Sovranismo, Destra cristiana                                                                        |                            |
|  | Unione Democratica Magiara di Romania (RO) Uniunea Democrată Maghiară din România (HU) Romániai Magyar Demokrata Szövetség | UDMR RMDSZ | 1989 | Hunor Kelemen                | 22 | 10 | 2  | Centro-destra   | Tutela della minoranza ungherese, Regionalismo, Conservatorismo liberale                                                               | PPE                        |
|  | Partito Nazionale Conservatore Romeno Partidul Național Conservator Român                                                  | PNCR       | 2023 | Cristian Terheș              | 0  | 0  | 1  | Destra          | Nazionalismo, Conservatorismo, Sovranismo                                                                                              | ECPM                       |
|  | Partito del Movimento Popolare Partidul Mișcarea Populară                                                                  | PMP        | 2014 | Eugen Tomac                  | 0  | 0  | 1  | Centro-destra   | Liberismo economico, Conservatorismo sociale, Cristianesimo democratico                                                                | Int. Democratica Centrista |

### Partiti delle minoranze etniche
Come disciplinato dall'art.62 della Costituzione della Romania, le organizzazioni dei cittadini appartenenti alle minoranze etniche hanno diritto ad un seggio alla camera dei deputati, a prescindere dal superamento della soglia di sbarramento elettorale. Per ogni minoranza è consentita la rappresentanza di una sola organizzazione. Nella tabella di seguito vengono esaminati i partiti delle minoranze etniche in attività, con l'indicazione del numero di seggi nel corso della legislatura 2024-2028.
| Partito | Partito | Partito  |         |                    | Seggi attuali | Seggi attuali | Seggi attuali |
| Nome    | Nome | Abbr.    | Fondato | Leader             | CD            | Sen           | UE            |
| ------- | --- | -------- | ------- | ------------------ | ------------- | ------------- | ------------- |
|         | Associazione degli Italiani di Romania Asociația Italienilor din România                                           | RO.AS.IT | 1993    | Ioana Grosaru      | 1             | 0             | 0             |
|         | Forum Democratico dei Tedeschi in Romania Forumul Democrat al Germanilor din România                               | FDGR     | 1989    | Paul-Jürgen Porr   | 1             | 0             | 0             |
|         | Unione Bulgara del Banato Uniunea Bulgară din Banat România                                                        | UBBR     | 1990    |                    | 1             | 0             | 0             |
|         | Comunità dei Russi Lipoveni di Romania Comunitatea Rușilor Lipoveni din România                                    | CRLR     | 1990    |                    | 1             | 0             | 0             |
|         | Unione Culturale dei Ruteni di Romania Uniunea Culturală a Rutenilor din România                                   | UCRR     | 2000    |                    | 1             | 0             | 0             |
|         | Unione Democratica degli Slovacchi e dei Cechi di Romania Uniunea Democratică a Slovacilor și Cehilor din România  | UDSCR    | 1990    |                    | 1             | 0             | 0             |
|         | Unione Democratica dei Tatari Turco-Musulmani di Romania Uniunea Democrată a Tătarilor Turco-Musulmani din România | UDTTMR   | 1990    |                    | 1             | 0             | 0             |
|         | Federazione delle Comunità Ebraiche di Romania Federația Comunităților Evreiești din România                       | FCER     | 1996    | Aurel Vainer       | 1             | 0             | 0             |
|         | Unione Ellenica di Romania Uniunea Elenă din România                                                               | UER      | 1990    |                    | 1             | 0             | 0             |
|         | Associazione Lega degli Albanesi di Romania Asociaţia Liga Albanezilor din România                                 | ALAR     | 1999    |                    | 1             | 0             | 0             |
|         | Partito dei Rom Partida Romilor "Pro-Europa"                                                                       | PRO      | 1990    | Nicolae Păun       | 1             | 0             | 0             |
|         | Unione Democratica Turca di Romania Uniunea Democrată Turcă din România                                            | UDTR     | 1990    |                    | 1             | 0             | 0             |
|         | Unione degli Armeni di Romania Uniunea Armenilor din România                                                       | UAR      | 1990    | Varujan Pambuccian | 1             | 0             | 0             |
|         | Unione dei Croati di Romania Uniunea Croaţilor din România                                                         | UCR      | 1992    |                    | 1             | 0             | 0             |
|         | Unione dei Polacchi di Romania Uniunea Polonezilor din România "Dom Polski"                                        | UPR      | 1990    |                    | 1             | 0             | 0             |
|         | Unione dei Serbi di Romania Uniunea Sârbilor din România                                                           | USR      | 1990    |                    | 1             | 0             | 0             |
|         | Associazione dei Macedoni di Romania Asociaţia Macedonenilor din România                                           | AMR      | 2000    |                    | 1             | 0             | 0             |
|         | Unione degli Ucraini di Romania Uniunea Ucrainienilor din România                                                  | UUR      | 1990    |                    | 1             | 0             | 0             |
|         | Forum dei Cechi in Romania Forumul Cehilor din România                                                             | FCDR     |         |                    | 1             | 0             | 0             |

### Partiti minori
Nella tabella di seguito vengono riportati i partiti attivi iscritti al Registro dei Partiti Politici del Tribunale di Bucarest che non hanno rappresentanza parlamentare nel corso della legislatura 2024-2028 e nella X legislatura del Parlamento europeo.
|  | Forza della Destra Forța Dreptei                                                                      | FD        | 2021 | Ludovic Orban      | Centro-destra         | Liberalismo conservatore, Cristianesimo democratico, Europeismo Scissosi dal Partito Nazionale Liberale |                                |
|  | Rinnoviamo il Progetto Europeo della Romania Reînnoim Proiectul European al României                  | REPER     | 2022 | Ramona Strugariu   | Centro                | Liberalismo, Europeismo Scissosi da Unione Salvate la Romania                                           |                                |
|  | Partito Umanista Social Liberale Partidul Umanist Social Liberal                                      | PUSL      | 2015 | Daniel Ionașcu     | Centro                | Liberalismo conservatore, Liberalismo economico, Umanesimo Scissosi dal Partito Conservatore            |                                |
|  | PRO Romania PRO România                                                                               | PRO       | 2017 |                    | Centro-sinistra       | Liberalismo sociale                                                                                     |                                |
|  | Partito Nazionale Contadino Cristiano Democratico Partidul Național Țărănesc Creștin Democrat         | PNȚCD     | 1989 | Aurelian Pavelescu | Centro-destra         | Cristianesimo democratico, Ruralismo                                                                    | PPE Int. Democratica Centrista |
|  | Partito Alternativa Giusta Partidul Alternativa Dreaptă                                               | AD        | 2015 | Adela Mîrza        | Destra                | Conservatorismo, Liberalismo conservatore, Euroscetticismo                                              | ECR                            |
|  | Partidul Neamul Românesc                                                                              | PNR       | 2019 | Ninel Peia         | Destra                | |                                |
|  | Demos                                                                                                 | DEMOS     | 2018 | Ionuț Tudor        | Sinistra              | |                                |
|  | Movimento Romania Sovrana                                                                             | MRS       | 2023 | Carmen Dan         | Destra                | |                                |
|  | Partito Repubblicano di Romania                                                                       | PRR       | 2015 | Marian Cucșa       | Destra                | |                                |
|  | Alleanza Nazionale Cristiana                                                                          | ANC       | 2023 | Mircea Andrei      | Destra                | |                                |
|  | Patrioti del Popolo Rumeno                                                                            | PPR       | 2023 | Mihai Ioan Lasca   | Destra                | |                                |
|  | Forza dell'Identità Nazionale                                                                         | FIN       | 2023 | Ilan Laufer        | Destra                | |                                |
|  | Partito dei Patrioti                                                                                  | PP        | 2023 | Iulian Surugiu     | Destra                | |                                |
|  | Echitate, Comunitate, Onestitate                                                                      | ECO       | 2024 | Cosette Chichirău  | Centro                | |                                |
|  | Sănătate, Educație, Natură, Sustenabilitate                                                           | SENS      | 2024 | Andrei Macsut      | Centro-sinistra       | |                                |
|  | Dreptate și Respect în Europa pentru Toți                                                             | DREPT     | 2024 | Vlad Gheorghe      | Centro                | |                                |
|  | Blocul Suveranist Român                                                                               | BSR       | 2023 | Florin Eremia      | Destra                | |                                |
|  | Unione Nazionale per il Progresso della Romania Uniunea Națională pentru Progresul României           | UNPR      | 2010 | Gabriel Oprea      | Centro-sinistra       | Socialdemocrazia                                                                                        |                                |
|  | Prodemo                                                                                               | P.PRO     | 2011 | Cătălin Ivan       | Centro                | Conservatorismo sociale, Anticorruzione                                                                 |                                |
|  | Partito Verde Partidul Verde                                                                          | PV        | 2005 | Constantin Damov   | Centro                | Ambientalismo                                                                                           | PVE Verdi Globali              |
|  | Partito Grande Romania Partidul România Mare                                                          | PRM       | 1991 | Adrian Popescu     | Estrema destra        | Nazionalismo, Conservatorismo, Protezionismo, Euroscetticismo                                           |                                |
|  | Partito Ecologista Romeno Partidul Ecologist Român                                                    | PER       | 1990 | Dănuț Pop          | Centro                | Liberalismo verde, Ambientalismo                                                                        |                                |
|  | Alleanza Magiara di Transilvania (RO) Alianța Maghiară din Transilvania (HU) Erdélyi Magyar Szövetség | AMT EMDSZ | 2022 | Zoltán Zakariás    | Centro-destra         | Regionalismo ungherese                                                                                  | ALE                            |
|  | Partito della Giustizia Sociale Partidul Dreptății Sociale                                            | PDS       | 2011 | Ion Sasu           | Sinistra              | Socialismo                                                                                              |                                |
|  | Partito Nazionale Democratico Partidul Național Democrat                                              | PND       | 2015 | Daniel Fenechiu    | Centro-destra         | Conservatorismo sociale, Liberismo                                                                      |                                |
|  | Nuova Destra Noua Dreaptă                                                                             | ND        | 2000 | Tudor Ionescu      | Estrema destra        | Nazionalismo, Irredentismo, Legionarismo, Euroscetticismo                                               | APF                            |
|  | Partito Romania Unita Partidul România Unită                                                          | PRU       | 2015 | Andrei Piticaș     | Destra                | Nazionalismo, Conservatorismo nazionale, Protezionismo, Euroscetticismo                                 |                                |
|  | Partito Socialista Romeno Partidul Socialist Român                                                    | PSR       | 2003 | Constantin Rotaru  | Sinistra              | Socialismo, Comunismo Scissosi dal Partito Socialista del Lavoro                                        | SE                             |
|  | Unione Popolare Social Cristiana Uniunea Populară Social Creștină                                     | UPSC      | 2006 | Stelian Sima       | Centro-destra         | Cristianesimo democratico                                                                               |                                |
|  | Partito Nuova Generazione - Cristiano Democratico Partidul Noua Generație - Creștin Democrat          | PNG-CD    | 2000 | Robert Ionescu     | Destra/Estrema destra | Nazionalismo, Populismo di destra, Destra cristiana                                                     |                                |
|  | Nuova Repubblica Noua Republică                                                                       | NR        | 2013 | Alin Bota          | Centro-destra         | Liberalismo classico, Repubblicanesimo, Conservatorismo                                                 | ECR                            |

## Partiti del passato

### Regno di Romania (1859-1947)
- Partito Social Democratico Romeno (1927-1948)
- Partito Social Democratico Indipendente (1946-1948)
- Partito Nazionale Contadino (1928-1948)
- Guardia di Ferro (1927-1941)
- Movimento Nazionale Fascista (1923)
- Movimento Nazionale Fascista Italo-Rumeno (1921-1923)

### Repubblica Socialista di Romania (1947-1989)
- Partito Comunista Rumeno (1921-1989)

### Romania (dal 1989)
Nella tabella di seguito viene riportata una lista di partiti non più attivi iscritti al Registro dei Partiti Politici del Tribunale di Bucarest.
| Partito | Partito | Partito   | Anni di attività | Anni di attività | Seggi massimi | Seggi massimi | Seggi massimi | Collocazione                                            | Ideologia e note |
| Nome    | Nome | Abbr.     | Fond.            | Diss.            | CD            | Sen           | UE            | Collocazione                                            | Ideologia e note |
| ------- | --- | --------- | ---------------- | ---------------- | ------------- | ------------- | ------------- | ------------------------------------------------------- | --- |
|         | Partito Popolare Magiaro di Transilvania (RO) Partidul Popular Maghiar din Transilvania (HU) Erdélyi Magyar Néppárt | PPMT EMNP | 2011             | 2022             | 0             | 0             | 0             | Centro-destra                                           | Tutela della minoranza ungherese, Cristianesimo democratico, AutonomismoConfluito in Alleanza Magiara di Transilvania                                                       |
|         | Partito Civico Magiaro (RO) Partidul Civic Maghiar (HU) Magyar Polgári Párt                                         | PCM MPP   | 2008             | 2022             | 0             | 0             | 0             | Centro-destra                                           | Tutela della minoranza ungherese, Federalismo, Autonomismo Confluito in Alleanza Magiara di Transilvania                                                                    |
|         | Alleanza per la Patria                                                                                              | ApP       | 2021             | 2024             | 0             | 0             | 0             | Destra                                                  | |
|         | Partito Sociale Romeno Partidul Social Românesc                                                                     | PSRO      | 2015             | 2024             | 0             | 0             | 0             | Centro-sinistra                                         | Socialdemocrazia, Progressismo Scissosi dal Partito Social Democratico |
|         | Alleanza dei Liberali e dei Democratici Alianța Liberalilor și Democraților                                         | ALDE      | 2015             | 2022             | 20            | 9             | 2             | Centro-destra                                           | Liberalismo conservatore Confluito nel Partito Nazionale Liberale |
|         | Partito della Libertà, dell'Unità e della Solidarietà Partidul Libertății, Unității şi Solidarității                | PLUS      | 2018             | 2021             | 17            | 8             | 4             | Centro                                                  | Anticorruzione, Europeismo, Liberismo Confluito nell'Unione Salvate la Romania                                                                                              |
|         | Partito Conservatore Partidul Conservator                                                                           | PC        | 1991             | 2015             | 19            | 11            | 2             | Centro-destra                                           | Conservatorismo, Conservatorismo sociale, Umanesimo Confluito nell'Alleanza dei Liberali e dei Democratici                                                                  |
|         | Partito Liberale Riformatore Partidul Liberal Reformator                                                            | PLR       | 2014             | 2015             | 19            | 6             | 1             | Centro-destra                                           | Liberalismo Scissosi dal Partito Nazionale Liberale Confluito nell'Alleanza dei Liberali e dei Democratici                                                                  |
|         | Partito del Popolo - Dan Diaconescu Partidul Poporului - Dan Diaconescu                                             | PP-DD     | 2011             | 2015             | 47            | 21            | 0             | Sinistra                                                | Populismo, Nazionalismo, Socialismo Confluito nell'Unione Nazionale per il Progresso della Romania                                                                          |
|         | Forza Civica Forța Civică                                                                                           | FC        | 2004             | 2014             | 3             | 1             | 0             | Centro-destra                                           | Cristianesimo democratico Confluito nel Partito Democratico Liberale |
|         | Partito Social Democratico dei Lavoratori Partidul Social Democrat al Muncitorilor                                  | PSDM      | 1991             | 2013             | 0             | 0             | 0             | Centro-sinistra                                         | Socialdemocrazia |
|         | Partito Socialista Romeno Partidul Socialist Român                                                                  | PSR       | 1992             | 2013             | 0             | 0             | 0             | Sinistra                                                | Socialismo |
|         | Ogni Cosa per il Paese Partidul "Totul Pentru Țară"                                                                 | TPȚ       | 1993             | 2015             | 0             | 0             | 0             | Estrema destra                                          | Nazionalismo, Legionarismo, Fascismo clericale |
|         | Partito Democratico Liberale Partidul Democrat-Liberal                                                              | PDL       | 2007             | 2014             | 115           | 51            | 10            | Centro-destra                                           | Conservatorismo liberale, Cristianesimo democratico, Liberismo, Europeismo Continuatore del Partito Democratico Confluito nel Partito Nazionale Liberale                    |
|         | Partito Popolare Partidul Popular                                                                                   | PP        | 2005             | 2006             | 0             | 0             | 0             | Centro-destra                                           | Cristianesimo democratico, Popolarismo Scissosi dal Partito Grande Romania Confluito nel Partito Nuova Generazione - Cristiano Democratico                                  |
|         | Forza Democratica di Romania Forța Democrată din România                                                            | FD        | 2004             | 2013             | 0             | 0             | 0             | Centro-sinistra                                         | Socialdemocrazia Scissosi dal Partito Democratico |
|         | Partito Iniziativa Nazionale Partidul Inițiativa Națională                                                          | PIN       | 2005             | 2012             | 0             | 0             | 0             | Trasversalismo                                          | Anticorruzione, Europeismo, Nazionalismo Confluito nell'Unione Nazionale per il Progresso della Romania                                                                     |
|         | Azione Popolare Acțiunea Populară                                                                                   | PAP       | 2002             | 2008             | 0             | 0             | 0             | Centro-destra                                           | Cristianesimo democratico, Liberismo Confluito nel Partito Nazionale Liberale                                                                                               |
|         | Partito Democratico Partidul Democrat                                                                               | PD        | 1993             | 2007             | 48            | 21            | 13            | Centro-sinistra (fino al 2004) Centro-destra (dal 2004) | Socialdemocrazia (fino al 2004) Conservatorismo liberale, Liberismo, Europeismo (dal 2004) Nato dal Fronte di Salvezza Nazionale Confluito nel Partito Democratico Liberale |
|         | Partito Liberale Democratico Partidul Liberal Democrat                                                              | PLD       | 2006             | 2007             | 0             | 0             | 3             | Centro-destra                                           | Liberalismo conservatore Scissosi dal Partito Nazionale Liberale Confluito nel Partito Democratico Liberale                                                                 |
|         | Partito dell'Unità della Nazione Romena Partidul Unității Națiunii Române                                           | PUNR      | 1990             | 2006             | 30            | 14            | 0             | Destra                                                  | Nazionalismo, Xenofobia, Conservatorismo sociale Confluito nel Partito Conservatore                                                                                         |
|         | Alleanza Nazionale Cristiano Democratica Alianța Națională Creștin Democrată                                        | ANCD      | 1999             | 2001             | 0             | 0             | 0             | Centro-destra                                           | Cristianesimo democratico Scissosi dal Partito Nazionale Contadino Cristiano Democratico Confluito nel Partito Nazionale Contadino Cristiano Democratico                    |
|         | Unione delle Forze di Destra Uniunea Forțelor de Dreapta                                                            | UFD       | 1996             | 2003             | 3             | 3             | 0             | Centro-destra                                           | Neoliberalismo Confluito nel Partito Nazionale Liberale |
|         | Partito Popolare e della Protezione Sociale Partidul Popular și al Protecției Sociale                               | PPPS      | 1996             | 2011             | 0             | 0             | 0             | Centro-sinistra                                         | Liberalismo sociale Confluito nell'Unione Nazionale per il Progresso della Romania                                                                                          |
|         | Federazione Ecologista di Romania Federația Ecologistă din România                                                  | FER       | 1990             | 2004             | 1             | 1             | 0             | Centro-Destra                                           | Ambientalismo Scissosi dal Movimento Ecologista di Romania Confluito in Azione Popolare                                                                                     |
|         | Partito Alleanza Nazionale Partidul Alianța Națională                                                               | PAN       | 2000             | 2001             | 0             | 0             | 0             | Destra                                                  | Nazionalismo, Conservatorismo sociale Confluito nel Partito Democratico |
|         | Partito Nazionale Romeno Partidul Național Român                                                                    | PNR       | 1998             | 2000             | 0             | 0             | 0             | Destra                                                  | Nazionalismo, Conservatorismo sociale Confluito nel Partito Alleanza Nazionale                                                                                              |
|         | Partito Socialista del Lavoro Partidul Socialist al Muncii                                                          | PSM       | 1990             | 2003             | 13            | 5             | 0             | Sinistra                                                | Socialismo, Comunismo, Nazionalismo Confluito nel Partito Social Democratico                                                                                                |
|         | Partito Social Democratico Romeno Partidul Social Democrat Român                                                    | PSDR      | 1990             | 2001             | 10            | 3             | 0             | Centro-sinistra                                         | Socialdemocrazia, Riformismo Confluito nel Partito Social Democratico |
|         | Partito della Democrazia Sociale di Romania Partidul Democrației Sociale din România                                | PDSR      | 1993             | 2001             | 139           | 59            | 0             | Centro-sinistra                                         | Socialdemocrazia, Post comunismo Confluito nel Partito Social Democratico                                                                                                   |
|         | Alleanza per la Romania Alianța pentru România                                                                      | ApR       | 1997             | 2002             | 0             | 0             | 0             | Centro-sinistra (fino al 2001) Centro-destra (dal 2001) | Socialdemocrazia, Terza via (fino al 2001) Liberalismo sociale (dal 2001) Scissosi dal Partito della Democrazia Sociale di Romania Confluito nel Partito Nazionale Liberale |
|         | Partito Socialista Partidul Socialist                                                                               | PS        | 1995             | 2000             | 0             | 0             | 0             | Sinistra                                                | Socialismo Scissosi dal Partito Socialista del Lavoro Confluito nel Partito Social Democratico Romeno                                                                       |
|         | Partito Nazionale Liberale - Câmpeanu Partidul Național Liberal - Câmpeanu                                          | PNL-C     | 1995             | 2003             | 0             | 0             | 0             | Centro-destra                                           | Liberalismo nazionale, Liberalismo conservatore Scissosi dal Partito Nazionale Liberale Confluito nel Partito Nazionale Liberale                                            |
|         | Movimento Ecologista di Romania Mișcarea Ecologistă din România                                                     | MER       | 1990             | 2000             | 12            | 1             | 0             | Centro                                                  | Ambientalismo |
|         | Partito Nazionale Liberale-Convenzione Democratica Partidul Național Liberal-Convenția Democrată                    | PNL-CD    | 1992             | 1997             | 5             | 5             | 0             | Centro-destra                                           | Liberalismo nazionale, Liberalismo conservatore Scissosi dal Partito Nazionale Liberale Confluito nel Partito Liberale 1993                                                 |
|         | Partito Alleanza Civica Partidul Alianța Civică                                                                     | PAC       | 1991             | 1998             | 13            | 7             | 0             | Centro-destra                                           | Liberalismo conservatore, Liberismo Confluito nel Partito Nazionale Liberale                                                                                                |
|         | Partito Liberale 1993 Partidul Liberal 1993                                                                         | PL93      | 1990             | 1998             | 11            | 1             | 0             | Centro-destra                                           | Liberalismo nazionale, Liberalismo conservatore Scissosi dal Partito Nazionale Liberale Confluito nel Partito Nazionale Liberale                                            |
|         | Partito Democratico Agrario di Romania Partidul Democrat Agrar din România                                          | PDAR      | 1990             | 1998             | 9             | 5             | 0             | Centro                                                  | Ruralismo Confluito nel Partito Nazionale Romeno |
|         | Fronte Democratico di Salvezza Nazionale Frontul Democrat al Salvării Nationale                                     | FDSN      | 1992             | 1993             | 117           | 49            | 0             | Centro-sinistra                                         | Socialdemocrazia, Post comunismo Nato dal Fronte di Salvezza Nazionale Confluito nel Partito della Democrazia Sociale di Romania                                            |
|         | Partito Socialista Democratico Romeno Partidul Socialist Democratic Român                                           | PSDR      | 1990             | 1993             | 5             | 0             | 0             | Sinistra                                                | Socialdemocrazia, Post comunismo Confluito nel Partito della Democrazia Sociale di Romania                                                                                  |
|         | Partito Nazionale Democratico Cristiano Partidul Național Democrat Creștin                                          | PNDC      | 1990             | 2014             | 0             | 0             | 0             | Centro-destra                                           | Cristianesimo democratico, Nazionalismo |
|         | Partito Democratico del Lavoro Partidul Democrat al Muncii                                                          | PDM       | 1990             | 1994             | 1             | 0             | 0             | Centro-sinistra                                         | Socialdemocrazia Confluito nel Partito Democratico |
|         | Partito della Solidarietà Sociale Partidul Solidarității Sociale                                                    | PSS       | 1993             | 1994             | 0             | 0             | 0             | Centro-sinistra                                         | Sindacalismo riformista Confluito nel Partito della Democrazia Sociale di Romania                                                                                           |
|         | Partito Repubblicano Partidul Republican                                                                            | PR        | 1990             | 1993             | 0             | 0             | 0             | Centro                                                  | Repubblicanesimo Confluito nel Partito della Democrazia Sociale di Romania                                                                                                  |
|         | Gruppo Democratico di Centro Grupul Democrat de Centru                                                              | GDC       | 1990             | 1992             | 2             | 0             | 0             | Centro                                                  | Democrazia |
|         | Partito del Libero Cambiamento Partidul Liber Schimbist                                                             | PLS       | 1990             | 1996             | 1             | 0             | 0             | Centro                                                  | Satira |
|         | Partito della Ricostruzione Nazionale di Romania Partidul Reconstrucției Naționale din România                      | PRNR      | 1990             | 1992             | 1             | 0             | 0             | Centro                                                  | Confluito nel Partito Democratico Agrario di Romania |
|         | Partito della Gioventù Liber Democratica di Romania Partidul Tineretului Liber Democrat din România                 | PTLDR     | 1990             | 1992             | 1             | 0             | 0             | Centro                                                  | Liberalismo Confluito nel Partito Repubblicano |
|         | Unione Liberale Brătianu Uniunea Liberală Brătianu                                                                  | ULB       | 1990             | 2000             | 1             | 0             | 0             | Centro                                                  | Liberalismo |
|         | Fronte di Salvezza Nazionale Frontul Salvării Naționale                                                             | FSN       | 1990             | 1993             | 263           | 91            | 0             | Centro-sinistra                                         | Socialdemocrazia, Post comunismo Scissosi in Partito Democratico e Fronte Democratico di Salvezza Nazionale                                                                 |
|         | Comunità Italiana di Romania Comunitatea Italiană din România                                                       | CIR       | 1992             | 2004             | 1             | 0             | 0             | Centro                                                  | Tutela della minoranza italiana |
|         | Unione Culturale degli Albanesi di Romania Uniunea Culturală a Albanezilor din România                              | UCAR      | 1996             | 2000             | 1             | 0             | 0             | Centro                                                  | Tutela della minoranza albanese |
|         | Comunità Bratstvo dei Bulgari di Romania Comunitatea Bratstvo a Bulgarilor din Romania                              | CBBR      | 1996             | 2004             | 1             | 0             | 0             | Centro                                                  | Tutela della minoranza bulgara |

## Coalizioni
Nella tabella di seguito vengono riportate le coalizioni in cui almeno uno dei partiti componenti nel corso della sua storia abbia ottenuto rappresentanza parlamentare.
| Partito | Partito                                                                        | Partito  | Anni di attività | Anni di attività | Seggi massimi | Seggi massimi | Seggi massimi | Collocazione    | Ideologia e Note                                                                                       |
| Nome    | Nome                                                                           | Abbr.    | Fond.            | Diss.            | CD            | Sen           | UE            | Collocazione    | Ideologia e Note                                                                                       |
| ------- | ------------------------------------------------------------------------------ | -------- | ---------------- | ---------------- | ------------- | ------------- | ------------- | --------------- | --- |
|         | Alleanza per l'Unità dei Romeni Alianța pentru Unitatea Românilor              | AUR      | 1990             | 1992             | 9             | 2             | 0             | Destra          | Nazionalismo, Xenofobia, Conservatorismo sociale, Repubblicanesimo                                     |
|         | Convenzione Democratica Romena Convenția Democrată Română                      | CDR      | 1991             | 2000             | 122           | 53            | 0             | Centro-destra   | Liberalismo conservatore, Cristianesimo democratico, Neoliberalismo                                    |
|         | Alleanza Nazionale Liberale Alianța Națională Liberală                         | ANL      | 1996             | 1997             | 0             | 0             | 0             | Centro-destra   | Liberalismo conservatore                                                                               |
|         | Unione Social Democratica Uniunea Social Democrată                             | USD      | 1995             | 1999             | 53            | 23            | 0             | Centro-sinistra | Socialdemocrazia                                                                                       |
|         | Unione Nazionale di Centro Uniunea Națională de Centru                         | UNC      | 1996             | 1996             | 0             | 0             | 0             | Centro          | Ruralismo, Conservatorismo sociale, Ambientalismo                                                      |
|         | Alleanza Nazional-Liberale Ecologista Alianța Național-Liberală Ecologistă     | ANLE     | 1996             | 1996             | 0             | 0             | 0             | Centro-destra   | Liberalismo nazionale, Liberalismo conservatore, Ambientalismo                                         |
|         | Polo della Democrazia Sociale di Romania Polul Democrației Sociale din România | PDSR     | 2000             | 2003             | 155           | 65            | 0             | Centro-sinistra | Socialdemocrazia                                                                                       |
|         | Alleanza Giustizia e Verità Alianța Dreptate și Adevăr                         | D. A.    | 2004             | 2007             | 112           | 49            | 0             | Centro-destra   | Liberalismo conservatore, Liberismo, Cristianesimo democratico, Europeismo                             |
|         | Unione Nazionale PSD+PUR Uniunea Națională PSD+PUR                             | PSD+PUR  | 2004             | 2004             | 132           | 57            | 0             | Centro-sinistra | Socialdemocrazia                                                                                       |
|         | Alleanza Romania Giusta Alianţa România Dreaptă                                | ARD      | 2012             | 2012             | 56            | 24            | 0             | Centro-destra   | Cristianesimo democratico, Liberismo, Conservatorismo                                                  |
|         | Unione Social-Liberale Uniunea Social Liberală                                 | USL      | 2011             | 2014             | 273           | 122           | 0             | Centro          | Antipresidenzialismo, Socialdemocrazia, Liberalismo conservatore, Liberalismo sociale, Conservatorismo |
|         | Alleanza PSD+PC Alianța PSD+PC                                                 | PSD+PC   | 2008             | 2010             | 114           | 49            | 11            | Centro-sinistra | Socialdemocrazia                                                                                       |
|         | Alleanza di Centro-destra Alianța de Centru-Dreapta                            | ACD      | 2011             | 2013             | 113           | 58            | 6             | Centro-destra   | Liberalismo conservatore, Conservatorismo                                                              |
|         | Alleanza di Centro-sinistra Alianța de Centru-Stânga                           | ACS      | 2012             | 2014             | 160           | 64            | 10            | Centro-sinistra | Socialdemocrazia                                                                                       |
|         | Unione Social Democratica Uniunea Social Democrată                             | USD      | 2014             | 2015             | 173           | 72            | 16            | Centro-sinistra | Socialdemocrazia                                                                                       |
|         | Alleanza Cristiano-Liberale Alianța Creștin Liberală                           | ACL      | 2014             | 2015             | 152           | 72            | 11            | Centro-destra   | Liberalismo conservatore, Liberismo, Cristianesimo democratico, Europeismo                             |
|         | Alleanza 2020 USR PLUS Alianța 2020 USR PLUS                                   | USR PLUS | 2019             | 2021             | 55            | 25            | 8             | Centro-destra   | Anticorruzione, Europeismo                                                                             |
|         | Alleanza Destra Unita Alianța Dreapta Unită                                    | ADU      | 2023             | 2024             | 0             | 0             | 3             | Centro-destra   | Liberalismo, Europeismo                                                                                |
|         | Alleanza Elettorale România Înainte                                            | A.Ro     | 2025             |                  | -             | -             | -             | Trasversalismo  | Europeismo                                                                                             |